# Impatiens microstachys
Impatiens microstachys är en balsaminväxtart som beskrevs av Joseph Dalton Hooker. Impatiens microstachys ingår i släktet balsaminer, och familjen balsaminväxter. Inga underarter finns listade i Catalogue of Life.